# Michel de Chamillart
Michel de Chamillart, francoski državnik in minister kralja Ludvika XIV., * 2. januar,  1652, Pariz, † 14. april 1721, Pariz.
V svoji karjeri se je hitro vzpenjal. Postal je član Francoskega parlamenta. Leta 1699 je postal minister za finance, kmalu pa še vojni minister. Ker je bila Francija v krizi je izvedel nekaj ekonomskih reform. Vojsko je izboljšal, ker je bil to čas nemirov v Španiji.